# Kerem Aktürkoğlu
Muhammed Kerem Aktürkoğlu (İzmit, 1998. október 21. –) török válogatott labdarúgó, a Benfica játékosa.

## Pályafutása

### Klubcsapatokban
A Gölcükspor, a Hisareynspor és a Başakşehir korosztályos csapataiban nevelkedett. 2015-ben profi szerződést kötött a Başakşehir csapatával, majd kölcsönbe került a Bodrumspor csapatához. 2018 nyarán lejárt a szerződése a Başakşehir csapatával és a negyedosztályú Karacabey csapatába igazolt. A következő szezonban már az Erzincanspor csapatába lépett pályára. 2020. szeptember 2-án a Galatasaray szerződtette négy évre. November 23-án a Kayserispor ellen mutatkozott be. December 5-én első bajnoki gólját is megszerezte a Hatayspor ellen 3–0-ra megnyert találkozón. 2021. április 17-én mesterhármast szerzett a Göztepe ellen 3–1-re megnyert bajnoki mérkőzésen. 2022. november 12-én nevelő klubja a Başakşehir szerzett három gólt a 7–0-ra megnyert mérkőzésen.
2024. szeptember 3-án a Benfica játékosa lett. A lisszaboniak 12 millió eurót fizettek érte, Aktürkoğlu pedig öt évre szóló szerződést írt alá, amelyben kivásárlási árát 60 millió euróban rögzítették.

### A válogatottban
2021 májusában bekerült a 2020-as labdarúgó-Európa-bajnokságra utazó török keretbe. Május 27-én mutatkozott be a felnőtt válogatottban az Azerbajdzsán ellen 2–1-re megnyert felkészülési találkozón. Október 8-án az első válogatott gólját szerezte meg Norvégia ellen.

## Családja
Şaban Aktürkoğlu unokája, aki 1977 és 1980 között, valamint 1989 és 1994 között Gölcük városának a polgármestere volt, akit az 1999-es izmiti földrengéskor élve húztak ki a romok alól.

## Statisztikái

### Klub
2023. május 8-i állapotnak megfelelően.
| Klub                   | Szezon   | Bajnokság        | Bajnokság | Bajnokság | Kupa  | Kupa  | Nemzetközi | Nemzetközi | Összesen | Összesen |
| Klub                   | Szezon   | Osztály          | Mérk.     | Gólok     | Mérk. | Gólok | Mérk.      | Gólok      | Mérk.    | Gólok    |
| ---------------------- | -------- | ---------------- | --------- | --------- | ----- | ----- | ---------- | ---------- | -------- | -------- |
| Bodrumspor (kölcsön)   | 2016–17  | TFF Third League | 27        | 4         | 1     | 0     | —          | —          | 28       | 4        |
| Karacabey Belediyespor | 2018–19  | TFF Third League | 34        | 3         | 1     | 0     | —          | —          | 35       | 3        |
| 24 Erzincanspor        | 2019–20  | TFF Third League | 30        | 20        | 4     | 0     | —          | —          | 34       | 20       |
| Galatasaray            | 2020–21  | Süper Lig        | 27        | 6         | 2     | 0     | 0          | 0          | 29       | 6        |
| Galatasaray            | 2021–22  | Süper Lig        | 37        | 10        | 1     | 0     | 14         | 3          | 52       | 13       |
| Galatasaray            | 2022–23  | Süper Lig        | 30        | 9         | 4     | 1     | —          | —          | 28       | 10       |
| Galatasaray            | Összesen | Összesen         | 94        | 25        | 7     | 1     | 14         | 3          | 115      | 29       |
| Összesen               | Összesen | Összesen         | 185       | 52        | 13    | 1     | 14         | 3          | 212      | 56       |

### Válogatott
2023. március 28-i állapotnak megfelelően.
| Nemzet      | Év       | Mérk. | Gólok |
| ----------- | -------- | ----- | ----- |
| Törökország | 2021     | 8     | 3     |
| Törökország | 2022     | 9     | 0     |
| Törökország | 2023     | 2     | 1     |
| Összesen    | Összesen | 19    | 4     |

### Válogatott góljai
2023. március 25-i állapotnak megfelelően.
| # | Időpont            | Helyszín                                                  | Ellenfél     | Gólok | Eredmény | Kiírás                                       |
| - | ------------------ | --------------------------------------------------------- | ------------ | ----- | -------- | -------------------------------------------- |
| 1 | 2021. október 8.   | Şükrü Saracoğlu Stadion, Isztambul, Törökország           | Norvégia     | 1–0   | 1–1      | 2022-es labdarúgó-világbajnokság-selejtező   |
| 2 | 2021. november 13. | Başakşehir Fatih Terim Stadium, Isztambul, Törökország    | Gibraltár    | 1–0   | 6–0      | 2022-es labdarúgó-világbajnokság-selejtező   |
| 3 | 2021. november 16. | Podgorica City Stadium, Podgorica, Montenegró             | Montenegró   | 1–1   | 2–1      | 2022-es labdarúgó-világbajnokság-selejtező   |
| 4 | 2023. március 25.  | Vazgen Sargsyan Republican Stadium, Jereván, Örményország | Örményország | 2–1   | 2–1      | 2024-es labdarúgó-Európa-bajnokság selejtező |

## Sikerei, díjai
- Süper Lig – Az év balszélsője: 2021–22

## Külső hivatkozások
- Kerem Aktürkoğlu adatlapja a Transfermarkt oldalon (törökül)
- Kerem Aktürkoğlu adatlapja a Soccerway oldalon (angolul)